# 御者

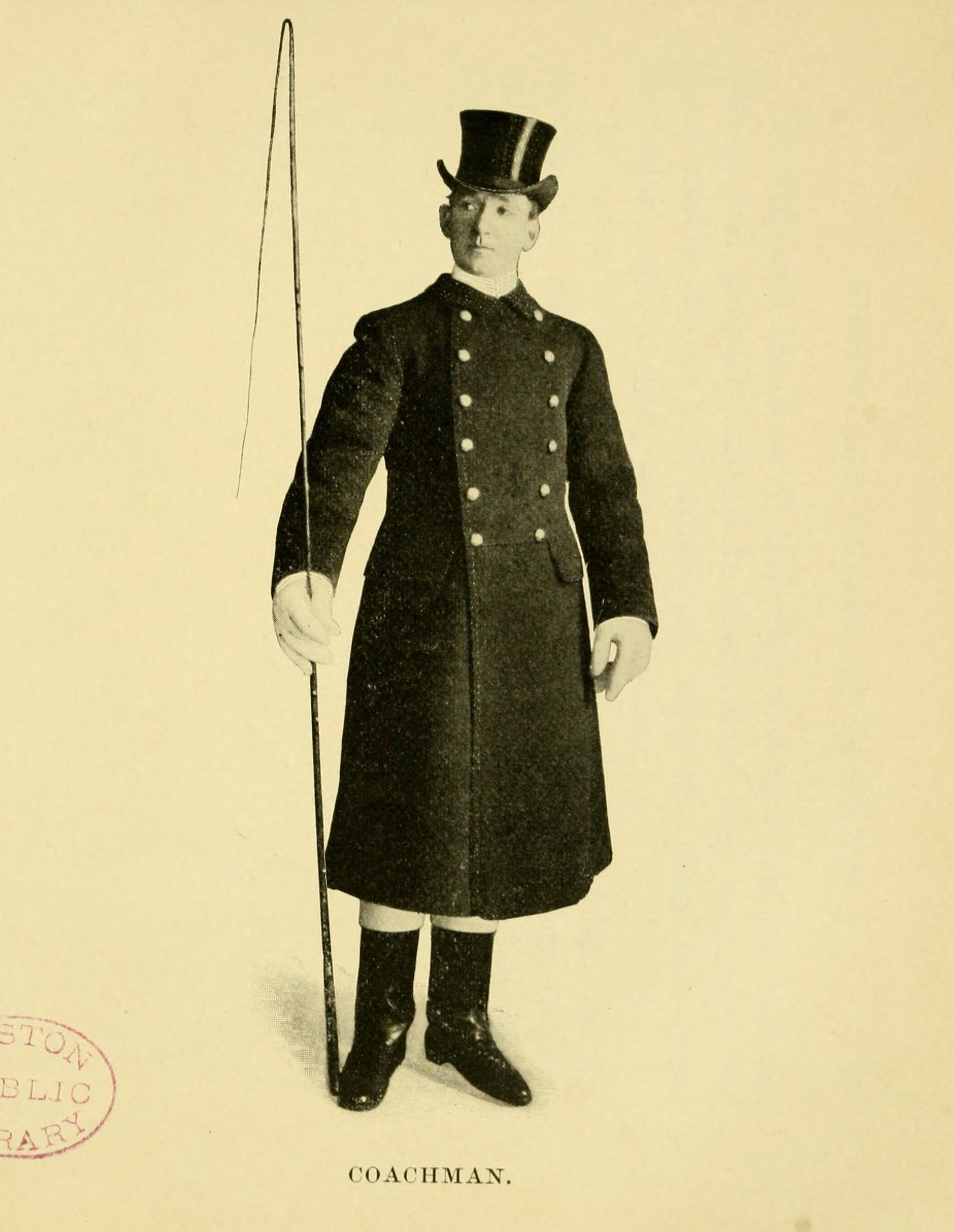
Boston MA 1902年の御者

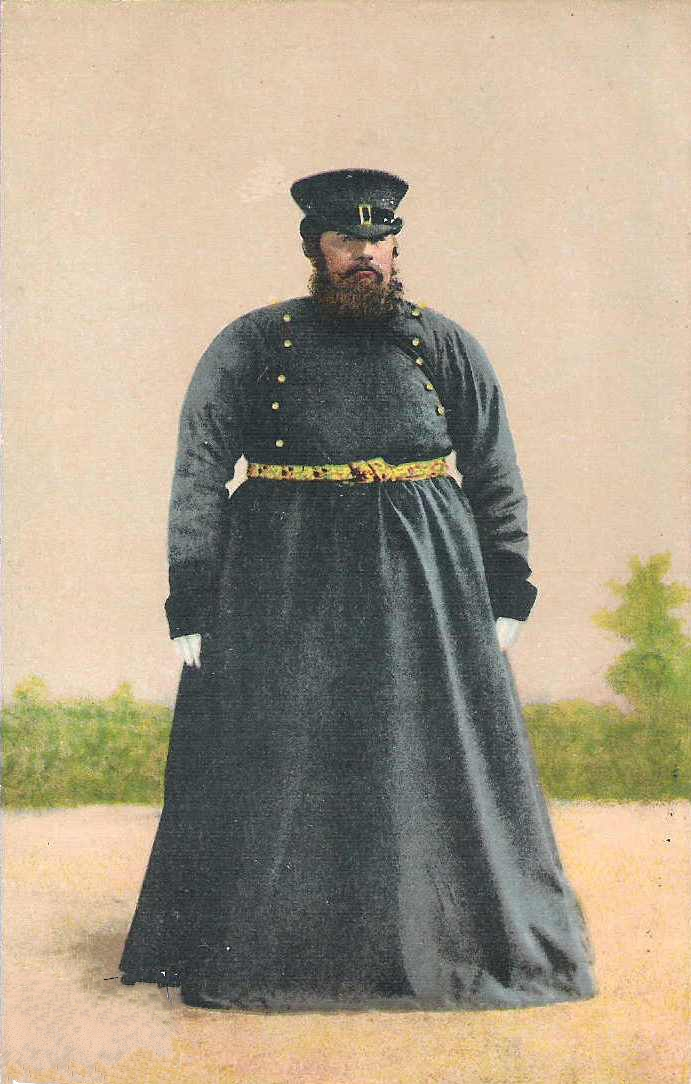
1917年以前のロシアのコーチマン。主人の裕福さを示しているベルトを持つ

御者（ぎょしゃ、馭者）とは、馬などの使役動物を動力とする馬車やキャリッジなどを乗り物の専用座席から操作する作業者（運転手）である。英語では、Coachman、coachee、coachy、whip などの呼び名がある。アイルランドでは、 jarvey もしくは jarvie と呼ばれる。荷車（カート）の場合は、カーター、複数の馬やラバなどを扱う御者はチームスターと呼ばれる。

## コーチの語源について
ハンガリーのコチ（Kocs）という町の名が、後にヨーロッパ中に広まった馬車の名前に付けられ、英語だけでなくドイツ語やスペイン語でもコーチという名の馬車が使われるようになった。

## 関連する職業
- 厩務員(馬手、馬丁、別当)
- ポスティリオン（英語版） - 馬車側ではなく、使役動物に乗った状態で馬車を操縦する運転手。アメリカ大統領などの国葬で霊柩車を牽引するなどの儀礼部隊も存在する。もとは、伝令や郵便馬車のガイドを指していたが、伝令や郵便員も指すようになった。特に軽量物や高速の移動の場合はコーチマンより重宝された。
- コーチ - スポーツの指導員。名前は馬車のコーチに由来し、目的の場所まで連れて行く乗り物と、指導し目的を達成することにかけている。